# Sorindeia
Sorindeia is een geslacht uit de pruikenboomfamilie (Anacardiaceae). De soorten komen voor in tropisch Afrika en op Madagaskar, de Comoren en de Mascarenen. De soorten worden gekenmerkt door hun samengestelde bladeren, grote bloeiwijzen en karakteristieke vruchten. Bij Sorindeia madagascariensis kunnen zo'n tweehonderd vruchten aan een tros hangen. 

## Soorten
- Sorindeia africana (Engl.) Van der Veken
- Sorindeia albiflora Engl. & K.Krause
- Sorindeia batekeensis Lecomte
- Sorindeia calantha Mildbr.
- Sorindeia gabonensis Bourobou
- Sorindeia grandifolia Engl.
- Sorindeia juglandifolia (A.Rich.) Planch. ex Oliv.
- Sorindeia madagascariensis (Spreng.) DC.
- Sorindeia oxyandra Bourobou
- Sorindeia winkleri Engl.

... · 
Anacardium · 
Bouea · 
Buchanania · 
Cotinus · 
Mangifera · 
Pistacia (Pistache) · 
Protorhus · 
Rhus · 
Schinus · 
Sclerocarya · 
Sorindeia · 
Spondias · 
Toxicodendron · 
...